# Clypia
Clypia (łac. Clypiensis) – stolica historycznej diecezji w Cesarstwie rzymskim w prowincji Afryka Prokonsularna, sufragania diecezji Kartagina. Współcześnie identyfikowana z Kelibią (Cilibia) w północnej Tunezji. Obecnie katolickie biskupstwo tytularne. Od roku 2000 biskupem tytularnym Clypia jest Józef Szamocki, biskup pomocniczy toruński.

## Biskupi tytularni
| Lp. | Biskup                      | Funkcja                                                               | Od               | Do                |
| --- | --------------------------- | --------------------------------------------------------------------- | ---------------- | ----------------- |
| 1   | Melchior Zhang Kexing       | biskup koadiutor Chongli-Xiwanzi (Siwantze) (Chiny)                   | 3 listopada 1949 | 24 listopada 1951 |
| 2   | José Damase Laberge OFM     | wikariusz apostolski San José de Amazonas (Peru)                      | 3 lipca 1955     | 25 grudnia 1968   |
| 3   | Ernesto Alvarez Alvarez SDB | arcybiskup koadiutor Cuenca (Ekwador)                                 | 1 maja 1970      | 21 kwietnia 1971  |
| 4   | Árpád Fábián OPraem         | administrator apostolski Szombathely (Węgry)                          | 8 lutego 1972    | 7 stycznia 1975   |
|     | Peter Nettekoven            | biskup pomocniczy elekt Kolonii (Niemcy) zmarł przed przyjęciem sakry | 17 marca 1975    | 23 kwietnia 1975  |
| 5   | Amédée Wilfrid Proulx       | biskup pomocniczy Portland (USA)                                      | 16 września 1975 | 22 listopada 1993 |
| 6   | Józef Szamocki              | biskup pomocniczy toruński                                            | 20 kwietnia 2000 |                   |